# Sørlandsparken
Sørlandsparken är en näringslivsområde i Kristiansands och Lillesands kommuner i Vest-Agder respektive Aust-Agder fylke i Norge.
Den ligger ca 12 kilometer öster om Kristiansands centrum. Till Lillesands centrum är det 17 kilometer. Sörlandsparken har en areal på 670 000 kvadratmeter och omfattar cirka 5000 arbetsplatser.  I Sørlandsparken ingår köpcentret Sørlandssenteret, som uppges vara Nordens största köpcenter samt varuhuiset Ikea Sørlandet. Invid Sørlandsparken ligger Kristiansands djurpark. Här finns också travbana samt flera hotell.